# Richard Samesreuther

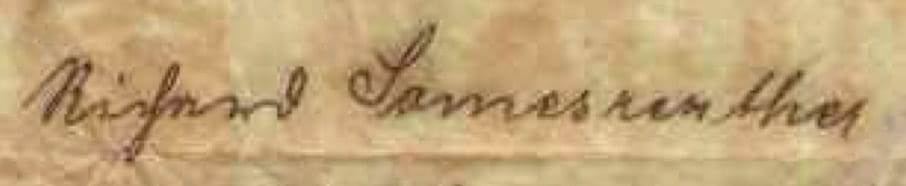
Richard Samesreuthers Unterschrift

Richard Samesreuther (* 21. Januar 1880 in Rastenburg, Ostpreußen; † 6. April 1946) war ein Kupferschmied, Apparatebauunternehmer, Erfinder und Pionier der Kupferschweißung.

## Familie
Samesreuther heiratete eine Frau namens Margarete, geb. Gonscherowski, mit der er drei Kinder hatte, die Söhne Eckard (* 20. Juni 1914) und Reinhard (* 1. September 1919; † 1985) und die Tochter Renate. Sein Schwager war der deutsche Chemiker und SS-Obersturmbannführer Georg Kränzlein (1881–1943). Dieser war im Jahre 1922 Mitbegründer und von 1933 bis 1943 Vorsitzender der Wissenschaftlichen Kommission für Alizarin und Küpenfarbstoffe der I.G. Farben in Höchst. Aufgrund gemeinsamer Interessen arbeiteten Samesreuther und Kränzlein gemeinsam an technischen Entwicklungen und deren Patentierung.

## Leben und Wirken
In Rastenburg besuchte Richard Samesreuther die Mittelschule. Nach deren Abschluss begann er zunächst eine Ausbildung zum Gießer, Schlosser, Dreher und Modellschreiner bei einer ortsansässigen Maschinenfabrik. Nach gut einem Jahr wechselte er in die Kupferschmiede seines Onkels, wo er eine Ausbildung als Kupferschmied absolvierte. Als Geselle fand er 1898 eine Anstellung bei einer befreundeten Firma in Königsberg, Ostpreußen. Nach etwa einem Jahr wechselte er zu der in Danzig ansässigen Firma Paul Neubäcker, wo sich Samesreuther erstmals mit Vakuum-Eindampfern beschäftigte.
Im Anschluss an seine Militärzeit, 1902, arbeitete er wieder bei der Firma Neubäcker, wo er vor allem bei der Montage und Inbetriebnahme verfahrenstechnischer Anlagen im In- und Ausland eingesetzt wurde. Im selben Jahr besuchte er die Industrie- und Gewerbeausstellung in Düsseldorf. Bis zu jener Zeit waren als Verbindungsmöglichkeiten von metallischen Bauteilen neben dem Schrauben oder Nieten nur das Löten und das Feuerschweißen bekannt. Deswegen interessierte sich Samesreuther bei seinem Besuch der Ausstellung für die erstmals in Deutschland der Öffentlichkeit vorgestellte Technologie des Gasschmelzschweißens, durch die Eisen und andere Metalle stoffschlüssig verbunden werden konnten. Die 1896 vom belgischen Ingenieur Félix Jottrand gegründete Gesellschaft L'Oxhydrique Internationale führte das mit einem Wasserstoff-Sauerstoff-Brenner funktionierende Verfahren vor. Die Ausbildung als Kupferschmied und der Umgang mit einer offenen Flamme half Samesreuther dieses neue Schweißverfahren rasch zu erlernen. Im Jahre 1911 besuchte er die internationale Hygiene-Ausstellung in Dresden. Dort traf er erstmals auf den in Düren eine Kupferschmiede und Apparatebaufirma betreibenden Carl Canzler. Dieser stellte Samesreuther als Werkstattmeister ein.
Basierend auf der Erfindung des Gasschmelzschweißens sollte das Verfahren zur autogenen Schweißung von Kupfer die große Erfindung im Apparatebau werden. Doch weil in den ersten Jahren, trotz mannigfaltiger Versuche, keine befriedigenden Ergebnisse erzielt werden konnten, forschten Samesreuther und Canzler gemeinsam daran, eine Lösung für die Hauptproblematik beim Kupferschweißen zu finden. Für die unangenehme Eigenschaft des Kupfers, in erhitztem und geschmolzenem Zustand gierig Gase aufzunehmen, die seine guten mechanischen Eigenschaften verderben. Die endgültige Lösung fanden sie, indem sie dem Kupferschweißdraht unter Beibehaltung des zuvor bereits hinzugefügten desoxidierenden Phosphoranteils Silber zusetzten. Gemeinsam hatten sie den Canzler-Draht erfunden. Für das „Verfahren zum Schweißen von Kupfer unter Verwendung eines phosphorhaltigen Kupferdrahtes als Zusatzmaterial“ wurde ihnen am 1. Oktober 1912 vom Kaiserlichen Patentamt das Patent erteilt. Am 14. Juli 1914 erteilte ihnen das United States Patent and Trademark Office das Patent für den von ihnen erfundene Canzler-Draht.
Die Vermarktung des Canzler-Drahtes und der zum Schweißen benötigten, ebenfalls von ihnen erfundene Canzler-Paste übernahm eine Partnerfirma; das auf dem Gebiet des Autogenschweißens international tätige Autogenwerk Sirius aus Düsseldorf-Eller. Im Jahre 1913 wurde Richard Samesreuther beim Autogenwerk eingestellt. Als „Reisebeamter für Einführung, Verkauf, Vorführung und Montage der Fabrikate von Sirius, insbesondere der Einführung des Kupferschweißverfahrens im In- und Ausland“. Während jener Zeit erkannte Samesreuther das große Potential von kupfernen Lokomotivfeuerbüchsen. Für die Reichsbahn-Ausbesserungswerkstätten Magdeburg-Salbke entwickelte er eine Schweißmethode, mit der er dickwandiges Kupfer bis 16 mm, wie es in Feuerbüchsen Verwendung fand, verschweißt werden konnte. Dabei wurden die Bleche doppelseitig-gleichzeitig autogengeschweißt, unmittelbar nach dem Schweißen gehämmert, dann nochmals geglüht und abgeschreckt. Aufgrund des Erfolges wies das Eisenbahn-Zentralamt auch die anderen Ausbesserungswerke zum Einsatz der neuen Methode an, beispielsweise auch das Reichsbahn-Ausbesserungswerk Grunewald. Der damalige Regierungsbaurat, Adolf Bothe, Leiter der Betriebsabteilung für Lokomotiven, verfasste eine Anleitung, Das Kupferschweißverfahren insbesondere bei Lokomotiv-Feuerbüchsen, die 1923 publiziert wurde. Bis zu jener Zeit wurden kupferne Feuerbüchsen ausschließlich mittels Eisennieten zusammengebaut, was durch die von Samesreuther entwickelte Schweißanweisung ersetzt wurde. Ab 1923 wurde sein Verfahren auch beim Bau von Feuerbüchsen eingesetzt. […] „Nachdem so bei Ausbesserungsarbeiten die Nietung immer mehr durch die Schweißung verdrängt war, wurden 1923 die ersten vollständig geschweißten Feuerbüchsen in den Reichsbahnwerken Magdeburg-Buckau, im Ausbesserungswerk München-Freimann sowie bei der Samesreuther & Co. in Butzbach hergestellt. Eine der ersten ganzgeschweißten Feuerbüchsen war 1924 auf der Eisenbahntechnischen Ausstellung in Berlin-Seddin zu sehen.“ Mit Ausbruch des Ersten Weltkrieges wurde Samesreuther zur Artillerie eingezogen, doch schon bald zur Eisenbahnwerkstätte nach Mons in Belgien versetzt, um sein Wissen und seine Erfahrung beim Reparaturschweißen von kupfernen Feuerbüchsen zu nutzen. Dort richtete er eine große Reparaturwerkstatt ein, in der hauptsächlich beschädigte Zylinder und Feuerbüchsen von Dampflokomotiven repariert wurden. Nach dem Ende des Krieges fasste Samesreuther den Entschluss, ein eigenes Unternehmen zu gründen und seine gesammelten Erfahrungen zu verwerten. Einen geeigneten Ort fand er im oberhessischen Butzbach, in einer stillgelegten Ziegelei auf dem, nach dem Landtagsabgeordneten und Apotheker Emil Vogt (1848–1930) benannten, Vogt’schen Grundstück. Am 12. März 1919 gründete Richard Samesreuther zusammen mit dem aus Bad Nauheim stammenden Adolf Weniger, den Samesreuther aus dem Krieg kannte, eine „Spezialfabrik für elektrische und autogene Schweißung“. Die Eintragung der Firma Samesreuther & Co. OHG ins Handelsregister erfolgte am 1. April desselben Jahres. Am 21. August erfolgte die Gründung der Samesreuther & Co. GmbH mit Sitz in Butzbach, deren Geschäftsführer Richard Samesreuther und Adolf Weniger waren. Am 1. Januar 1921 wurde eine Interessengemeinschaft zwischen der Samesreuther & Co. GmbH und der vom Chemiker Hans Goldschmidt mitgegründeten Elektro-Thermit GmbH in Berlin geschlossen. Am 2. August desselben Jahres folgte in Schkopau die Gründung der Mitteldeutschen Schweiß- und Kesselreparaturwerke Samesreuther GmbH.
Im Jahre 1938 wurde Samesreuther Mitglied der Nationalsozialistischen Deutschen Arbeiterpartei (NSDAP). Am Ende des Zweiten Weltkrieges wurde ihm auf Anordnung der Amerikanischen Militärregierung durch den Landrat jede weitere Tätigkeit untersagt, sein Vermögen blockiert und ein Spruchkammerverfahren eingeleitet. Dieses wurde durch den Minister für politische Befreiung des Großhessischen Staatsministeriums am 15. Januar 1948 eingestellt. Im September 1945 legte Richard Samesreuther aus gesundheitlichen Gründen die Geschäftsführung nieder. Zwei Monate später kehrte sein Sohn Reinhard aus der Kriegsgefangenschaft zurück, der, neben Richard Pohl, zweiter Geschäftsführer der Samesreuther & Co. GmbH wurde. Am 6. April 1946 starb Richard Samesreuther im Alter von 66 Jahren.
Am 19. August erteilte der Präsident des Landwirtschaftsamtes für Groß-Hessen im Namen der Militärregierung der Samesreuther & Co. GmbH die Produktions-Genehmigung.

### 1919–1946: Unternehmerische Tätigkeiten der Samesreuther & Co. GmbH (Auswahl)
- 1919: Ausrichtung des Unternehmens ist die Ausführung elektrischer und autogener Schweißungen, die Einrichtung von Schweißereien sowie die Ausführung aller damit in Zusammenhang stehenden Arbeiten.[26]

- 1920 entsandte Samesreuther eine Lehrkolonne zu Carl Canzler nach Düren, um die dortigen Mitarbeiter im doppelseitig-gleichzeitigen Kupferschweißen zu unterrichten.[27]

- Arbeiten für den Braunkohletagebau in Mitteldeutschland. Reparatur der durch den Krieg beschädigten Lokomotiven und deren Kessel.

- Schweißen von Dampflokomotiv-Feuerbüchsen.

- Bau von wassergekühlten Türrahmen für Siemens-Martin-Öfen nach einem Patent von Schuss-Gutehoffnungshütte.[28]

- Unternehmenswerbung 1921: „Werkstätte für autogene, elektrische und Termit-Schweißungen“.

- Unternehmenswerbung: „Reparaturschweißungen an Grau- und Stahlgußstücken jeder Art und Größe. Kesselreparaturwerkstätte“.

- Herstellung von Behältern mit dickwandigen Rohrschlangen für besonders hohe Heiz- und Kühlleistungen.

- Nickelbauteile bis 5 mm Wandstärke werden auf dem beheizten Amboss mit dem Hammer zusammengeschweißt. Erst ab 1925 kann Nickel auch durch Gasschmelz- und Lichtbogenhandschweißen verbunden und damit auch größere Wandstärken verarbeitet werden.[29][30]

- 1927: Druckbehälter mit Samka-Berohrung für die I.G. Farbenindustrie AG in Höchst.[31]

- 1930 ist die Samesreuther & Co. GmbH erstmals auf der Ausstellungstagung für chemisches Apparatewesen vertreten.[32] Heute ist die ACHEMA die weltgrößte Messe der Prozessindustrie für chemische Technik, Verfahrenstechnik und Biotechnologie.[33]

- 1938 wird das Warenzeichen „Samka“ eingetragen.

- Herstellung von Rührwerkskesseln, Autoklaven, Apparate zur Produktion von synthetischem Kautschuk.

### Patente (Auswahl)
Insgesamt wurden Richard Samesreuther 20 Patente erteilt.
- Mai 1917 Patentierung eines Flussmittels für die Verwendung beim autogenen Schweißen von Nickel und Nickellegierungen.[35][36]

- Juni 1927 Patentierung für eine Wärmetauscher-Wand für Apparate.[37]

- 1928 meldete Richard Samesreuther für die „Samka-Berohrung“ fünf verschiedene Patente an.[38][39][40]

- 1931 wurden Richard Samesreuther für die „Samka-Doppelwand“ zwei verschiedene Patente erteilt. Aufgrund des optischen Erscheinungsbildes, den gleichmäßig auf Umfang und Länge des zylindrischen Heizkörpers angeordneten, kraterförmigen Vertiefungen und der zentrischen Stehbolzen-Schweißung, wird diese Doppelheizmantelausführung auch „Warzenschweißung“ genannt.[41][42]

- Im Januar 1931 erteilt das Reichspatentamt in Berlin Richard Samesreuther und Carl Canzler das Patent über ein Verfahren der kombinierten Gasschmelz- und Elektrolichtbogenschweißung.[43]

- Im Mai 1931 wurde die von Georg Kränzlein und Richard Samesreuther erfundene Heizkörperwand in Deutschland patentiert, das US-Patent folgte im November.[7]

- August 1933: Patent für „Waschmaschine mit Tauchglocke“.[44]

- 1936: Dank der beiden wichtigsten, aus der Zusammenarbeit mit Georg Kränzlein und der I.G. Farbenindustrie AG in Höchst entstandenen Apparatepatente („Samka-Berohrung“ und „Samka-Doppelwand“), gelang es Richard Samesreuther und seinem Unternehmen sich als Apparatebauer für die chemische Industrie zu positionieren und das angestrebte zweite Standbein neben dem Kupferschweißen hauptsächlich im Lokomotivbereich aufzubauen.[45] Entsprechende Aufträge folgten. Beispielsweise eine 20m3 Destillierblase aus nickelplattiertem Flussstahl mit Samka-Berohrung.

### Publikationen
- 1936: Werbeschrift 25 Jahre Kupfer-Schweißung mit Canzlerdraht, Hrsg. Samesreuther & Co. GmbH.[46]

- 1942: Fachbericht Plattiere mehrschichtige Werkstoffe und ihr Verschweißen untereinander (Band 6) Aus der Praxis der Autogentechnik Verlag Marhold.[47]

- Informationsbroschüre Die Anwendung und Beschaffenheit des Canzler-Drahtes bei der Kupferschweißung. Insbesondere an Lokomotiv-Feuerbüchsen, Hrsg. Carl Canzler, Düren. Im Archiv des Geschichts- und Heimatvereins Herrschaft Merode e. V.

- Mitautor Firmenschrift Die Kupferschweißung mit Canzler-Draht, Hrsg. Carl Canzler, Im Archiv des Geschichts- und Heimatvereins Herrschaft Merode e. V.

### Richard Samesreuthers Ansehen innerhalb der Branche
In der Fachzeitschrift Der Apparatebau, (52. Jahrgang, Ausgabe 2) erschien 1940 ein von der Schriftleitung und vom Verlag der Zeitschrift verfasstes Glückwunschschreiben zum 60. Geburtstag von Richard Samesreuther. […] „Herr Samesreuther ist in unseren Fachkreisen als Pionier der Kupferschweißung bestens bekannt geworden. Schon im Jahre 1914, auf der großen Ausstellung für Kupferschmiederei und Apparatebau in Hannover, erregte derselbe durch die praktische Vorführung der Kupferschweißung das größte Interesse der Fachwelt.“ […] „Heute (Anm. 1940) zählt die Firma Samesreuther & Co. zu den führenden Apparatebau-Anstalten Deutschlands. Wir wünschen dem Freund und eifrigen Förderer unseres Industriezweiges noch manches Jahr besten Wohlergehens unter herzlichem Dank für alles, was er für uns war und noch heute ist.“

## Der Name Samesreuther in der weiteren Firmengeschichte
- Nach Richard Samesreuthers Tod im Jahre 1946 wurde der Firmenname Samesreuther & Co. GmbH beibehalten. Im Juni 1948 waren im Butzbacher Werk 178 Mitarbeiter beschäftigt.[49]

- 1949 wurde, neben Richard Pohl (kaufmännischer Geschäftsführer) und Reinhard Samesreuther (Geschäftsführer Betrieb und Personal), sein Bruder Eckhard Samesreuther dritter Geschäftsführer (Vertrieb und Technik).[50]

- Im April 1964 wurde die seit 1954 bestehende finanzielle Beteiligung der Müller-Schuss KG aus Siegen[51] auf das gesamte Gebiet der geschäftlichen Betätigung ausgedehnt. Die SMS Samesreuther Müller-Schuss GmbH wurde gegründet.

- 1972 übernahm die SMS Samesreuther Müller-Schuss GmbH die Luwa AG. Der neue Firmenname lautete Luwa-SMS GmbH.

- 1983 wurde die Buss AG aus Basel Hauptgesellschafter der Luwa-SMS GmbH und firmierte mit der Buss-SMS GmbH Verfahrenstechnik in Butzbach.[52][53]

- Am 31. August 1998 ging die Buss SMS Verfahrenstechnik in den Besitz der UPE Universal Process Equipment in Roosevelt, N.J. USA über.

- Im Februar 2003 übernahm das Management der Buss-SMS GmbH Verfahrenstechnik die Anteile der UPE durch vier Beteiligungsgesellschaften.[54]

- Am 10. November 2003 übernahm die Buss-SMS Verfahrenstechnik GmbH die thermische Trenntechnik der insolventen Canzler GmbH aus Düren. Der Firmennamen änderte sich zu Buss-SMS-Canzler GmbH.[55][56]

- Das von Richard Samesreuther gegründete Unternehmen feierte am 1. April 2019 auf dem Ursprungsgelände in Butzbach sein 100-jähriges Bestehen.[57][58][59]

- Richard Samesreuther war einer der sechs Gründer der heutigen Buss-SMS-Canzler GmbH.[60] Im Zuge des im Jahre 1954 vollzogenen Zusammenschluss mit der Müller-Schuss KG entstand auch das bis heute als Firmenlogo verwendete, innerhalb der Branche international bekannte Kürzel: SMS. Zusammengesetzt aus dem jeweiligen Anfangsbuchstaben der drei Familiennamen der damaligen Inhaber: Samesreuther, Müller, Schuss.[61]

## Trivia
An der südlichen Firmengrenze der Buss-SMS-Canzler in Butzbach führt die nach dem Unternehmensgründer benannte „R.-Samesreuther-Str.“ vorbei.